# Преступность в Грузии

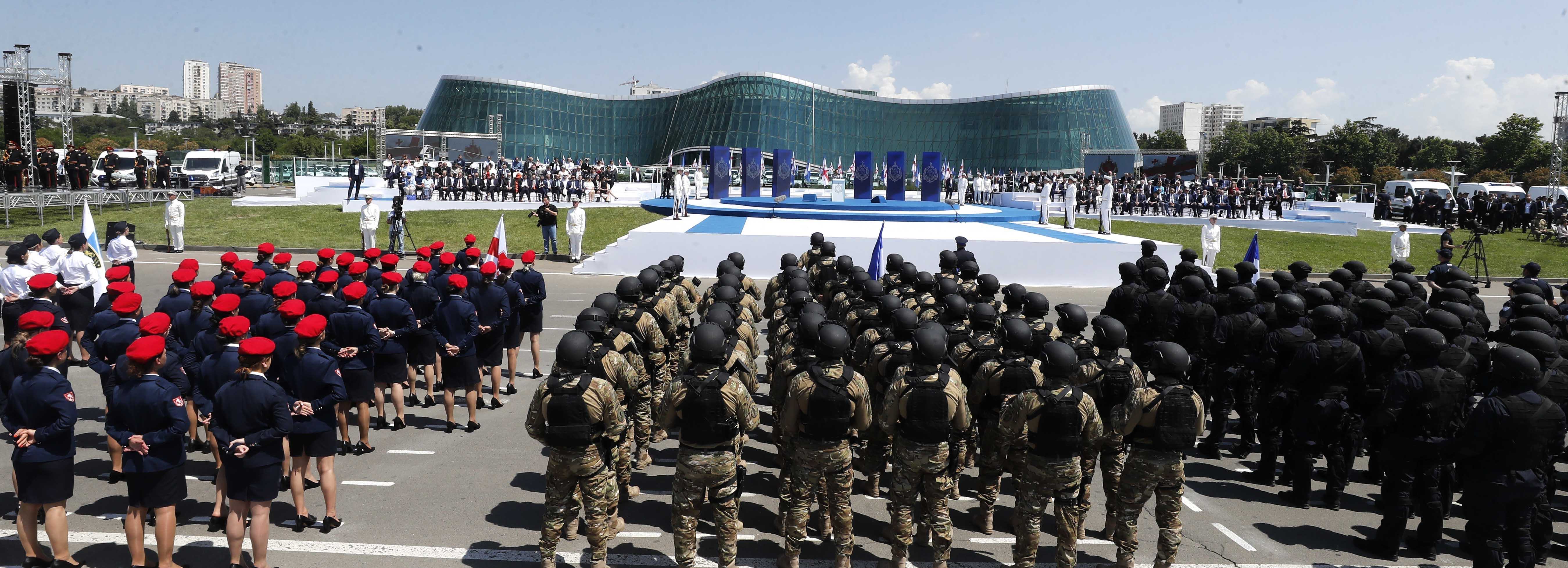
Церемония в честь Дня полиции в Тбилиси, 2022 год

Преступность в Грузии имеет долгую и сложную историю, глубоко укоренившуюся в советском периоде, когда республика была центром теневой экономики и родиной непропорционально большого числа влиятельных «воров в законе» (груз. კანონიერი ქურდები, канониери курдеби). Правоохранительную деятельность в стране в основном осуществляет Министерство внутренних дел Грузии.
Постсоветский переходный период 1990-х годов был отмечен гражданскими конфликтами и слабостью государства, что позволило организованной преступности слиться с политическими и экономическими элитами. Революция роз 2003 года положила начало периоду радикальных реформ под руководством президента Михаила Саакашвили, характеризующемуся политикой «нулевой терпимости» к преступности и коррупции. Этот подход включал массовое увольнение около 16 000 полицейских, но также привёл к резкому росту тюремного населения страны, которое к 2011 году достигло более 24 000 заключённых, что стало одним из самых высоких показателей в Европе.
После смены правительства в 2012 году подход Грузии значительно изменился. Масштабная амнистия в 2013 году привела к сокращению тюремного населения более чем вдвое, что ознаменовало отход от карательной политики предыдущей администрации. В современной преступности в Грузии преобладают имущественные преступления (кражи и грабежи) и правонарушения, связанные с наркотиками, которые часто обусловлены социальными и экономическими факторами, такими как бедность и безработица.
Несмотря на значительный прогресс в борьбе с мелкой коррупцией, особенно в патрульной полиции, страна продолжает сталкиваться с проблемами коррупции на высшем уровне, недостаточной независимостью судебной власти и транснациональной преступностью, исходящей из её отколовшихся регионов — Абхазии и Южной Осетии.

## Исторический контекст

### Советский период
В советскую эпоху Грузия приобрела особую репутацию благодаря своей всепроникающей теневой экономике и глубоко укоренившимся криминальным сетям. Исследования показывают, что в Грузии был самый большой объём теневой экономики по отношению к официальной среди всех советских республик. Это явление было обусловлено культурой уклонения от правил, сформировавшейся за столетия иностранного господства. Эта отчуждённость от центрального государства способствовала процветанию неформальных сетей и незаконного предпринимательства. Деятельность варьировалась от управления подпольными фабриками до продажи фермерами больших партий востребованных цитрусовых на чёрных рынках Москвы и других крупных городов в обход государственных норм, что позволяло им получать доходы, значительно превышающие средние по СССР.
Эта среда также способствовала формированию мощного криминального мира. К концу советской эпохи этнические грузины составляли почти треть «воров в законе» (груз. კანონიერი ქურდები, канониери курдеби) — элиты профессионального преступного мира СССР, при том что их доля в населении страны составляла всего 2 %. Традиционно эти группы придерживались строгого кодекса, запрещавшего любое сотрудничество с государством. Однако грузинские криминальные лидеры, такие как Джаба Иоселиани, одними из первых отошли от этого кодекса, осознав экономические возможности сотрудничества с коррумпированными чиновниками Коммунистической партии. Это создало симбиотические отношения, в которых преступники и партийная элита совместно извлекали выгоду из теневой экономики, стирая границы между государством и криминальным миром.
Эта система подкреплялась культурным контекстом, в котором обход формальных правил часто рассматривался как признак стойкости и хитрости — качество, известное на грузинском как мочаличе. Это давнее недоверие к государству в сочетании с криминально-политическим союзом, сложившимся в позднесоветский период, не исчезло с распадом СССР, а было «приватизировано» и усилено, заложив основу для широкомасштабного захвата государства в 1990-е годы.

### Постсоветский переход и эра Шеварднадзе (1990-е)
Распад Советского Союза вверг Грузию в период интенсивных потрясений. Начало 1990-х годов определялось гражданской войной и сепаратистскими конфликтами в Абхазии и Южной Осетии, что создало вакуум власти и повсеместное беззаконие. В этой обстановке процветали военизированные группировки и криминальные сети, фактически оспаривая монополию государства на насилие. Ключевой фигурой этой эпохи был Джаба Иоселиани, видный вор в законе, чья военизированная группировка «Мхедриони» превратилась в одну из самых мощных вооружённых фракций в стране.
Сыграв центральную роль в свержении президента Звиада Гамсахурдии, Иоселиани способствовал приглашению Эдуарда Шеварднадзе возглавить страну в 1992 году. Это закрепило криминально-политический союз, определивший десятилетие. Под правлением Шеварднадзе (1992–2003) Грузия пережила глубокий захват государства, когда государственные институты были фактически «приватизированы» для обслуживания интересов коррумпированной элиты и их криминальных партнёров. Важные государственные активы были распроданы в ходе непрозрачных инсайдерских приватизаций, а ключевые министерства оказались глубоко вовлечены в незаконные схемы. Например, при министре внутренних дел Кахе Таргамадзе полиция была замешана в содействии наркотрафику и терроризму через Панкисское ущелье.
Последствия для страны были разрушительными. Экономика Грузии пережила один из худших спадов среди всех постсоветских государств: после обретения независимости объём производства упал на 70 %, а экспорт — на 90 %. Коррупция стала эндемичной, парализовав ключевые секторы: хищения в энергетике приводили к постоянным отключениям электроэнергии, растраты в транспортной сфере оставили инфраструктуру в руинах, а взяточничество в системе образования уничтожило её авторитет. Нерешённые конфликты превратили Абхазию и Южную Осетию в «чёрные дыры» для крупномасштабной контрабанды товаров, оружия и наркотиков, что ещё больше подрывало безопасность и суверенитет Грузии. К началу 2000-х годов широкое народное недовольство всепроникающей коррупцией и упадком страны создало почву для Революции роз.

### Революция роз и политика «нулевой терпимости» (2003–2012)
Широкое общественное недовольство коррупцией и упадком государства достигло кульминации в ноябре 2003 года в ходе Революции роз — ненасильственного восстания, которое привело к власти новое, получившее западное образование правительство во главе с Михаилом Саакашвили. Основной целью новой администрации было восстановление государственной власти, и она начала радикальную антикриминальную и антикоррупционную кампанию, известную как политика «нулевой терпимости». Этот подход включал решительные меры, в том числе полную реорганизацию полиции, в ходе которой было уволено около 16 000 офицеров и создана новая, пользующаяся в основном доверием Патрульная полиция. Чтобы ликвидировать мощную криминальную элиту, правительство в 2005 году приняло строгий антимафиозный закон, созданный по образцу американского закона RICO, который криминализировал членство в «воровском мире» и статус «вора в законе».
Политика имела немедленные и драматические последствия. Число зарегистрированных преступлений резко возросло, достигнув пика в 62 283 в 2006 году. Это объяснялось не только возможным ростом преступности, но и изменением в 2005 году Уголовно-процессуального кодекса, которое обязало регистрировать все сообщения о преступлениях, положив конец советской практике сокрытия правонарушений. Наиболее значительным результатом стал массовый рост тюремного населения Грузии. Число заключённых за менее чем десятилетие увеличилось в четыре раза: с 6 119 в 2003 году до пика в 24 114 в 2011 году, что дало Грузии один из самых высоких показателей лишения свободы в Европе.
Хотя эта политика была признана успешной в значительном сокращении мелкой коррупции и ликвидации явной власти организованных преступных групп — некоторые из их конфискованных имуществ были превращены в полицейские участки — она вызвала резкую критику со стороны правозащитных организаций за свои репрессивные методы. Критики указывали на чрезмерное применение силы, пренебрежение надлежащей правовой процедурой и широкое использование сделок о признании вины, которые часто рассматривались как инструмент для пополнения государственного бюджета, а не для обеспечения правосудия. Только в 2008–2009 годах штрафы, наложенные по делам, связанным с наркотиками, в рамках сделок о признании вины, достигли 45 миллионов лари. Независимость судебной власти также была подорвана: чрезвычайно низкий процент оправдательных приговоров (упавший до 0,1 % в 2009 году) побуждал обвиняемых соглашаться на сделки со следствием.

### Либерализация после 2012 года
Парламентские выборы 2012 года привели к мирной передаче власти коалиции «Грузинская мечта», которая инициировала значительный сдвиг в уголовно-правовой политике, отойдя от подхода «нулевой терпимости» предыдущего правительства. Одним из первых и наиболее значимых шагов нового правительства стал масштабный закон об амнистии, принятый в январе 2013 года. Это привело к освобождению тысяч заключённых, в результате чего тюремное население резко сократилось с 19 349 на конец 2012 года до 9 093 к концу 2013 года — снижение более чем на 50 % за один год. Этот сдвиг сопровождался другими либерализующими мерами, такими как изменение правил сложения наказаний и значительное сокращение использования лишения свободы в качестве меры наказания.
После первоначального спада общее число зарегистрированных преступлений снова начало расти, достигнув нового пика в 64 123 в 2019 году, а затем снизилось во время пандемии COVID-19.
Несмотря на формальную либерализацию, системные проблемы сохранились. Наркополитика, в частности, оставалась предметом споров. Хотя доля тюремных заключений за правонарушения, связанные с наркотиками, снизилась, законодательство в отношении потребителей описывалось как «неоправданно строгое», а число осуждённых за наркопреступления оставалось высоким, достигнув пика в 2013–2014 годах. Практика наложения огромных штрафов также сократилась; если в 2008–2009 годах штрафы за наркопреступления достигали 45 миллионов лари, то после 2012 года эта цифра значительно уменьшилась. Знаковым событием стало решение Конституционного суда в 2018 году, который постановил, что уголовное наказание за личное потребление каннабиса является неконституционным, хотя его продажа и выращивание остались незаконными.
Сохраняющиеся структурные проблемы, такие как отсутствие независимости судебной власти, продолжали вызывать критику как со стороны отечественных, так и международных наблюдателей. НПО и Государственный департамент США указывали на влияние неформальной, имеющей хорошие связи группы судей, уничижительно называемой «кланом», которая, предположительно, подавляла судебную независимость и препятствовала реформам. Аналогичным образом, недостаточные реабилитационные программы для бывших заключённых и политизация правоохранительных органов указывали на то, что, хотя методы государства изменились, фундаментальная реформа системы правосудия осталась незавершённой.

## Статистика преступности

### Общие показатели преступности
Общее число зарегистрированных преступлений в Грузии за последние два десятилетия претерпело значительные колебания, отражая серьёзные изменения в правоохранительной политике, статистической методологии и социально-экономических условиях. После Революции роз 2003 года число зарегистрированных преступлений резко возросло, достигнув пика в 62 283 в 2006 году. Этот рост в значительной степени связывают с реформой Уголовно-процессуального кодекса 2005 года, которая обязала регистрировать все сообщения о преступлениях и положила конец советской практике сокрытия неблагоприятной статистики.
После этого пика уровень преступности начал неуклонно снижаться, упав до 32 263 к 2011 году. Однако после смены правительства в 2012 году и последующей массовой амнистии цифры снова начали расти. Особенно резкий рост произошёл после 2017 года, когда число зарегистрированных преступлений подскочило с 37 944 до 58 412 в 2018 году, что связывается с очередным усовершенствованием системы учёта преступлений. В 2019 году число преступлений достигло нового максимума в 64 123.
В 2020 году общий уровень преступности заметно снизился на 11,7 % до 56 596 случаев, в то время как уровень раскрываемости преступлений оставался стабильным на уровне 35,6 %. Это падение было в значительной степени обусловлено пандемией COVID-19, поскольку локдауны и комендантский час привели к резкому снижению имущественных преступлений (особенно краж) и правонарушений, связанных с наркотиками. Снижение было наиболее выраженным в апреле и мае 2020 года во время чрезвычайного положения. Однако аналитики отметили, что последующее снижение преступности в октябре 2020 года, в частности, 80-процентное сокращение наркопреступности по сравнению с предыдущим годом, могло быть связано с ослаблением полицейского контроля в предвыборный период.
После пандемии уровень преступности стабилизировался: в 2022 году было зарегистрировано 54 435 случаев, в 2023 году — 54 177, а в 2024 году он снизился до 49 976. Министерство внутренних дел в своём отчёте за 2023 год подчеркнуло эту недавнюю тенденцию к снижению, заявив, что уровень раскрываемости преступлений превысил 64 %, и сославшись на улучшение позиций Грузии в международном индексе Gallup «Закон и порядок».

### Виды преступлений

#### Имущественные преступления
Преступления против собственности, особенно кражи (груз. ქურდობა, курдоба), стабильно составляют самую большую категорию зарегистрированных преступлений в Грузии. В 2020 году на их долю приходилось около 40 % всех зарегистрированных правонарушений, и они были особенно распространены среди несовершеннолетних, составляя 75 % преступлений, совершённых несовершеннолетними в том году. К 2023 году было зарегистрировано 19 226 имущественных преступлений, что составило более 35 % от общего числа. Исследование Центра социальной справедливости связывает высокую распространённость этих преступлений со значительным социально-экономическим давлением, включая бедность, высокую безработицу, долги, связанные с азартными играми, и банковские кредиты. В исследовании отмечается, что уголовная политика в этой области исторически была сосредоточена на наказании правонарушителей из низших социальных слоёв, а не на устранении коренных причин. Во время пандемии COVID-19 уровень имущественных преступлений временно значительно снизился из-за локдаунов и комендантского часа, при этом уровень краж в апреле 2020 года упал на 40 % по сравнению с предыдущим годом.

#### Насильственные преступления
Хотя насильственные преступления менее распространены, чем имущественные, они остаются серьёзной проблемой. Статистика по конкретным категориям насильственных преступлений со временем менялась из-за изменений в методологии отчётности. В 2011 году было зарегистрировано 336 случаев «умышленного убийства и покушения на убийство». В новой статистической системе более широкая категория «преступлений против жизни» составила 1372 случая в 2023 году и 1499 в 2024 году. В 2020 году, несмотря на общее снижение уровня преступности, наблюдался заметный всплеск некоторых насильственных преступлений; умышленные убийства при отягчающих обстоятельствах выросли на 39,5 %, а угрозы убийством — на 36,3 %. Домашнее насилие также остаётся постоянной проблемой, его уровень в 2020 году вырос на 6,9 %.

#### Преступления, связанные с наркотиками
Преступления, связанные с наркотиками, являются одной из самых распространённых категорий преступлений, приводящих к осуждению в Грузии. Число зарегистрированных наркопреступлений достигло пика в конце 2000-х годов, составив 8699 случаев в 2008 году, после чего значительно снизилось. Несмотря на решение Конституционного суда 2018 года, декриминализовавшее личное употребление каннабиса, наркополитика Грузии по-прежнему описывается организациями гражданского общества как репрессивная, с суровыми санкциями за хранение и распространение. В 2023 году было зарегистрировано 6594 правонарушения, связанных с наркотиками, и 2636 осуждений, что делает эту категорию второй по величине после краж. Ключевой особенностью подхода системы правосудия является преобладание сделок о признании вины; исследования показывают, что 80–90 % дел о наркопреступлениях заканчиваются сделкой, при которой социально-экономические причины преступления часто не оцениваются. Министерство внутренних дел определило борьбу с транзитом и незаконным оборотом наркотиков в качестве ключевого приоритета.

#### Дорожно-транспортные происшествия
Дорожно-транспортные происшествия остаются серьёзной проблемой общественной безопасности. Число ежегодных смертельных случаев стабильно остаётся высоким: 526 смертей в 2011 году и 442 в 2023 году. Число пострадавших в ДТП также остаётся высоким: 6638 в 2011 году и 7310 в 2023 году. Число ДТП, вызванных алкогольным опьянением, демонстрирует тенденцию к снижению: с 278 в 2011 году до 158 в 2023 году. В ответ Министерство внутренних дел сделало безопасность дорожного движения приоритетом, введя более строгие санкции за превышение скорости и вождение в нетрезвом виде и значительно расширив сеть камер видеонаблюдения. Только в 2023 году было установлено 883 новые видеокамеры, в результате чего их общее число по стране достигло 7419.

### Правоохранительные органы и полиция
Правоохранительная деятельность в Грузии в основном является обязанностью Министерства внутренних дел (МВД). После Революции роз 2003 года полиция страны претерпела одну из самых радикальных и широко цитируемых реформ в постсоветском пространстве. Печально известная своей коррумпированностью Государственная автомобильная инспекция (груз. სახელმწიფო საავტომობილო ინსპექცია, сахэлмципо саавтомобило инспекциа), или ГАИ, была полностью упразднена, а весь её штат, насчитывавший около 16 000 сотрудников, был уволен в одночасье. На её месте была создана новая Патрульная полиция, укомплектованная молодыми, прошедшими западную подготовку новобранцами, которые получили лучшее оснащение и значительно более высокие зарплаты. Эта реформа считается одной из самых успешных в эпоху Саакашвили, поскольку она в значительной степени искоренила взяточничество на низовом уровне и завоевала новой патрульной полиции высокую степень общественного доверия.
Однако быстрая реорганизация не обошлась без проблем. Массовое увольнение разорвало институциональные связи с криминальным миром, но также создало новую проблему: многие опытные, но коррумпированные бывшие офицеры, оставшись без социальной защиты, обратились к организованной преступности, используя свои знания о работе полиции в своих интересах. Кроме того, новобранцы часто начинали с минимальной подготовкой — некоторые всего за две недели — и не имели опыта расследований, что усугублялось увольнением всего ветеранского корпуса.
МВД продолжало развиваться. Крупным структурным изменением стало слияние министерств внутренних дел и государственной безопасности в единое ведомство. Приоритетами министерства на 2023 год были реформа криминальной полиции, борьба с организованной и киберпреступностью, а также усиление полицейской деятельности на основе разведданных, что включало расширение аналитической сети до 94 аналитиков по всей стране. Ключевой инициативой стало развитие Института общественного офицера, направленного на повышение эффективности полицейской деятельности путём её приближения к международным стандартам. Однако некоторые организации гражданского общества раскритиковали эту инициативу, утверждая, что она не меняет коренным образом классические полицейские функции и может служить для дальнейшего укрепления существующей модели деятельности, а не для её реформирования. Министерство также расширило международное сотрудничество, увеличив число полицейских атташе в зарубежных странах до 36 государств к 2023 году.
Несмотря на эти успехи, правоохранительные органы Грузии сталкиваются с постоянными проблемами. Правозащитные организации и Государственный департамент США выражали обеспокоенность по поводу политизации правоохранительных органов, произвольных арестов и жестокого обращения с задержанными. В отчёте о правах человека за 2023 год отмечалось, что прокуратура отказывалась возбуждать дела о полицейском насилии, «по-видимому, в попытке скрыть преступления правительственных чиновников». Отчёты гражданского общества также предполагают, что полиция в основном сосредоточена на реагировании на совершённые преступления, а не на их предотвращении, и что отсутствует единая системная стратегия для устранения коренных причин преступности, таких как бедность и социальное неравенство.

### Судебная система и уголовное преследование
Судебная система и прокуратура в Грузии были центральными элементами постсоветских реформ, но остаются областями серьёзной озабоченности как для гражданского общества страны, так и для международных наблюдателей. Несмотря на многочисленные волны реформ, судебная власть с трудом достигает полной независимости от политического влияния. Глобальный индекс организованной преступности даёт судебной системе Грузии низкий балл устойчивости — 3,00 из 10, отмечая, что «вмешательство исполнительной и законодательной власти в деятельность судов остаётся существенной проблемой».
Ключевой проблемой, подчёркиваемой в отчётах, является влияние мощной группы хорошо связанных, нереформистских судей, уничижительно называемой «кланом», которая, как утверждается, подавляет критические мнения в судебной системе и препятствует реформам. По данным Государственного департамента США, влияние этой группы осуществляется через Высший совет юстиции Грузии, который контролирует «проблематичные процессы отбора, назначения и дисциплинарных взысканий; манипуляции с процессом случайного распределения дел; перевод судей из одного суда в другой; указания о том, как выносить решения по конкретным делам; и давление».
Прокуратура Грузии обладает значительной властью, особенно в контексте сделок о признании вины, которые являются доминирующей чертой системы правосудия. В эпоху «нулевой терпимости» чрезвычайно низкий процент оправдательных приговоров — упавший до 0,1 % в 2009 году — создавал огромное давление на обвиняемых, заставляя их соглашаться на сделки со следствием, а не представать перед судом. Хотя эта практика иногда представлялась как инструмент повышения эффективности, её также критиковали как механизм для пополнения государственного бюджета, особенно в делах о коррупции и наркопреступлениях. Сделки о признании вины остаются очень распространёнными; исследования показывают, что 80–90 % дел о наркопреступлениях разрешаются с помощью таких соглашений, при которых социально-экономические факторы, способствовавшие совершению преступления, судом часто не оцениваются.
Эти системные слабости вызывают обеспокоенность по поводу политически мотивированных преследований. В отчётах по правам человека отмечалось, что расследования и судебные преследования иногда воспринимаются как избирательные, направленные против политических оппонентов правительства. Это, в сочетании с отсутствием прозрачности в судебной системе, подорвало общественное доверие к судебной власти и остаётся существенной проблемой для верховенства права в Грузии.

### Пенитенциарная система и лишение свободы
Пенитенциарная система Грузии претерпела одну из самых драматических трансформаций в постсоветской истории, отмеченную периодом экстремального массового заключения, за которым последовало быстрое и столь же значительное сокращение числа заключённых. В рамках политики «нулевой терпимости» тюремное население страны увеличилось в четыре раза менее чем за десятилетие, с 6 119 заключённых в 2003 году до пика в 24 114 в 2011 году, что дало Грузии один из самых высоких показателей лишения свободы в Европе. Эта тенденция была резко обращена вспять после смены правительства в 2012 году. Масштабный закон об амнистии 2013 года привёл к освобождению тысяч заключённых, в результате чего тюремное население сократилось более чем на 50 % за один год: с 19 349 на конец 2012 года до 9 093 к концу 2013 года. В последующие годы число заключённых стабилизировалось, колеблясь между 9 000 и 10 000.
Этот сдвиг в политике также отражён в статистике приговоров. В период «нулевой терпимости» лишение свободы было доминирующим наказанием. В 2011 году, например, 41 % всех обвинительных приговоров заканчивался тюремным заключением. К 2023 году эта доля упала до 22 %, при этом суды стали шире использовать альтернативы, такие как условные сроки, штрафы и значительное увеличение использования общественных работ в качестве наказания.
Исторически грузинские тюрьмы в значительной степени контролировались криминальным миром, а «воры в законе» управляли обширными сетями из-за решётки. Попытка правительства Саакашвили сломить этот контроль привела к крупным тюремным бунтам в 2006 году, во время которых, по словам главы тюремной администрации, заключённые звонили своим политическим покровителям в парламенте за поддержкой. Несмотря на эти усилия, системные проблемы сохраняются. В отчёте Государственного департамента США о правах человека за 2023 год отмечалось сохранение неформального управления тюрьмами «влиятельными заключёнными» (известными как смотрящие), практика, которая «часто приводит к насилию и издевательствам между заключёнными». Эти смотрящие, как сообщается, контролируют доступ заключённых к еде, лекарствам и общению с семьями. Другие сообщаемые проблемы включают карательное использование одиночного заключения, неадекватные услуги в области психического здоровья, а также отсутствие доступа к свежему воздуху и реабилитационным программам. В учреждениях «закрытого» и высокого риска заключённые, как сообщается, содержались в своих камерах по 23 часа в сутки. Организации гражданского общества также подчёркивали отсутствие эффективных программ ресоциализации, недостаток контактов с членами семьи и ограничения на супружеские свидания как основные препятствия для реинтеграции бывших заключённых в общество.

## Специфические проблемы преступности

### Организованная преступность
Организованная преступность в Грузии имеет глубокие исторические корни и традиционно находилась под доминированием влиятельного криминального братства «воров в законе» (груз. კანონიერი ქურდები, канониери курдеби). В советский период этнические грузины составляли непропорционально большую часть этой криминальной элиты, насчитывая почти треть всех воров в законе в СССР, при том что их доля в населении страны составляла всего 2 %. В отличие от своих славянских коллег, которые строго придерживались кодекса отказа от сотрудничества с государством, грузинские криминальные лидеры, такие как Джаба Иоселиани, в 1980-х годах первыми применили более прагматичный подход, заключая союзы с коррумпированными партийными чиновниками для извлечения прибыли из теневой экономики. Этот союз политических и криминальных интересов глубоко укоренился, позволив этим группам «захватить» государственные институты во время хаотичного переходного периода 1990-х годов.
После Революции роз 2003 года правительство Саакашвили начало агрессивную кампанию по демонтажу этой криминальной инфраструктуры. Ключевым законодательным инструментом стал антимафиозный закон 2005 года, созданный по образцу американского закона RICO, который криминализировал сам статус «вора в законе» и позволял конфисковывать незаконно приобретённые активы. Репрессии были суровыми: десятки криминальных авторитетов были арестованы, а их имущество, включая роскошные дома, было конфисковано, причём некоторые из них были переоборудованы под полицейские участки в таких городах, как Кутаиси и Цаленджиха. Эта кампания эффективно подорвала внутреннюю базу власти традиционной криминальной элиты и нарушила их контроль над тюремной системой.
Хотя репрессии ограничили их влияние внутри Грузии, они также ускорили интернационализацию грузинской организованной преступности. Вытесненные с родной территории, многие криминальные сети переместились и расширили свою деятельность по всей Европе, особенно в России, Испании, Бельгии и Австрии. Эти группы эволюционировали от традиционных иерархических структур к более гибким, транснациональным сетям. Глобальный индекс организованной преступности за 2023 год отмечает сохраняющееся присутствие мафиозных групп (оценка 3,00/10) и криминальных сетей (3,00/10), но также подчёркивает значительную роль «встроенных в государство акторов» (3,50/10) и «акторов частного сектора» (5,50/10), что указывает на сложный ландшафт, где криминальные, деловые и политические интересы часто переплетены.
Современная грузинская организованная преступность активна на разнообразных рынках. Согласно Глобальному индексу организованной преступности, наиболее заметными криминальными рынками являются киберзависимые преступления (5,00/10), финансовые преступления (5,00/10) и торговля контрафактными товарами (5,00/10). Торговля героином и синтетическими наркотиками также значительна (оба 4,00/10), причём Грузия служит ключевой транзитной страной для опиатов из «Золотого полумесяца». Торговля людьми (3,50/10) и вымогательство (3,50/10) остаются распространёнными видами деятельности, причём сообщается о возрождении вымогательства, направленного на бизнесменов и состоятельных лиц.
Правительство Грузии продолжает уделять приоритетное внимание борьбе с организованной преступностью. «План действий по борьбе с организованной преступностью на 2023–2024 годы» Министерства внутренних дел сосредоточен на трёх основных целях: системное усиление борьбы с «ворами в законе», улучшение предотвращения киберпреступности и повышение качества расследований незаконного оборота наркотиков. В 2023 году 71 человек был привлечён к ответственности за членство или поддержку «воровского мира», а уголовные дела были возбуждены в отношении 200 лиц за киберпреступления. Несмотря на эти усилия, проблемы остаются, особенно в ограничении влияния иностранных криминальных акторов и решении глубоко укоренившихся связей между преступностью и коррумпированными элитами.

### Коррупция
Коррупция была одной из самых значительных и постоянных проблем для Грузии с момента обретения независимости, эволюционировав от системного захвата государства в 1990-х годах до более тонкой проблемы высокопоставленного взяточничества и слабых институциональных сдержек и противовесов. В эпоху Шеварднадзе коррупция была эндемичной и пронизывала все уровни правительства и общества. Государственная бюрократия была парализована неэффективностью и дублированием функций, что создавало благодатную почву для взяточничества и хищений. Последствия были серьёзными: энергетический сектор был криминализирован, что приводило к постоянным отключениям электроэнергии; средства на ремонт дорог разворовывались, оставляя инфраструктуру в руинах; а система образования была подорвана повсеместным взяточничеством за поступление в университеты. В 2002 году откаты государственным чиновникам оценивались более чем в 8 % доходов Грузии, в то время как сбор налогов государством был самым низким в постсоветском регионе — всего 13,7 % ВВП.
Революция роз 2003 года была в значительной степени вызвана общественным гневом против этой всепроникающей коррупции. Новое правительство под руководством Михаила Саакашвили начало радикальную антикоррупционную кампанию, самым заметным успехом которой стала полная реорганизация дорожной полиции (ГАИ), что фактически искоренило повседневное взяточничество на дорогах. Администрация также нацелилась на высокопоставленных чиновников из предыдущего правительства, часто используя спорную систему «сделок о признании вины», при которой подозреваемых задерживали до тех пор, пока они не выплачивали крупные суммы в государственный бюджет. Хотя эти меры создали прецедент, что чиновники не стоят над законом, их критиковали за пренебрежение надлежащей правовой процедурой и за избирательное использование против политических оппонентов, причём некоторые критики описывали эту практику как «сродни вымогательству со стороны государственных властей». Несмотря на эти усилия, масштаб проблемы оставался огромным; в 2005 году в Индексе восприятия коррупции Transparency International Грузия всё ещё занимала 130-е место из 159 стран.
В современный период коррупция на высшем уровне остаётся серьёзной проблемой. В отчёте Государственного департамента США о правах человека за 2023 год «серьёзная правительственная коррупция» описывалась как значительная проблема, ссылаясь на «слабые сдержки и противовесы и отсутствие независимости правоохранительных органов». 3 ноября 2022 года Transparency International Georgia перечислила 151 нерасследованный случай предполагаемой коррупции с участием высокопоставленных чиновников или лиц, связанных с правящей партией. Глобальный индекс организованной преступности отмечает, что, хотя правительство продолжает прилагать усилия по борьбе с коррупцией, общественное доверие остаётся низким из-за сохраняющегося непотизма и восприятия того, что политические интересы препятствуют верховенству права. Он даёт Грузии оценку 4,00/10 за «Политическое лидерство и управление» и 5,00/10 за «Прозрачность и подотчётность правительства».
В феврале 2023 года начало работу новое Антикоррупционное бюро для содействия борьбе с коррупцией. Однако организации гражданского общества немедленно выразили обеспокоенность по поводу его эффективности, поскольку закон не наделял бюро следственными полномочиями, которые остались у Службы государственной безопасности (СГБ) и прокуратуры. Критики утверждали, что новому органу будет не хватать достаточной независимости и полномочий для эффективной работы, поскольку он подотчётен как парламенту, так и Межведомственному совету.

### Преступность в отколовшихся регионах
Нерешённые конфликты в Абхазии и Южной Осетии превратили эти территории в «чёрные дыры» для транснациональной преступности, действующей в значительной степени вне контроля центрального правительства Грузии и международного права. Эти регионы функционируют как криминализированные зоны свободной торговли, способствуя широкому спектру незаконной деятельности, где доминирует контрабанда. Криминальная экономика в этих районах — это не просто дело банд-одиночек; скорее, это сложная экосистема, включающая симбиотические отношения между коррумпированными чиновниками, правоохранительными органами со всех сторон конфликта, местными преступными группировками и российскими «миротворческими» силами.
Основным криминальным промыслом является крупномасштабная контрабанда через пористые административные границы. Основные маршруты до репрессий после 2004 года включали реку Псоу на абхазско-российской границе, Рокский тоннель в Южную Осетию и черноморские порты Сухуми и Очамчира. Перевозится разнообразный ассортимент товаров:
- Контрабандные товары: Топливо, сигареты, алкоголь и мука ввозятся контрабандой из России в Грузию в обход таможенных пошлин. Ныне закрытый Эргнетский рынок на границе с Южной Осетией был крупным центром этой торговли, принося значительные незаконные доходы де-факто осетинскому правительству и связанным с ним преступным группам[77].
- Природные ресурсы и металлолом: Ценная древесина и металлолом незаконно вывозятся из Абхазии, часто через грузинские порты, такие как Поти и Батуми, в Турцию и Европу[78].
- Оружие и чувствительные материалы: Наибольшую международную озабоченность вызывает незаконный оборот оружия и ядерных или радиоактивных материалов через эти территории, которые служат транзитным коридором между Россией, Ближним Востоком и другими регионами[74]. Глобальный индекс организованной преступности отмечает, что эта напряжённость делает Грузию уязвимой для незаконного оборота оружия[63].

Криминальные сети многоуровневы и часто выходят за рамки этнических и политических разногласий. Исследования выявили сотрудничество между грузинскими и осетинскими преступными группировками, такими как та, что возглавлялась Николозом «Роботой» Хмиадашвили, которая специализировалась на угонах автомобилей и наркотрафике и, предположительно, пользовалась защитой (крышей) со стороны высокопоставленных чиновников в грузинском правительстве до Революции роз. Грузинские партизанские группы, такие как «Лесные братья» и «Белый легион», также были глубоко вовлечены в контрабандную экономику вдоль реки Ингури. Сообщалось о соучастии российских миротворческих сил, которые брали взятки за пропуск контрабанды через контрольно-пропускные пункты и использовали свои собственные военные транспортные средства для контрабанды топлива.
Эта криминальная экономика имеет крайне негативные последствия. Она не только лишает грузинское государство значительных налоговых поступлений, но и увековечивает сами конфликты. Политические и криминальные элиты в отколовшихся регионах получают финансовую выгоду от статус-кво, что даёт им заинтересованность в предотвращении урегулирования. Беззаконие также подпитывает насилие, включая войны за сферы влияния, похищения людей и убийства, которые часто связаны со спорами из-за прибылей от незаконного бизнеса. Хотя правительство Саакашвили предприняло шаги для пресечения этой деятельности, такие как закрытие Эргнетского рынка, нерешённый политический статус Абхазии и Южной Осетии гарантирует, что они остаются значительным источником региональной нестабильности и транснациональной преступности.

### Торговля людьми
Грузия является страной происхождения, транзита и назначения для торговли людьми — криминального рынка, оценённого как умеренно значительный (3,50/10) Глобальным индексом организованной преступности. Основными формами эксплуатации являются сексуальная эксплуатация и принудительный труд. Граждане Грузии, как мужчины, так и женщины, становятся жертвами торговли людьми внутри страны и за рубежом, причём ключевыми направлениями для принудительного труда являются Турция, Объединённые Арабские Эмираты, Египет и Кипр. Страна также служит транзитным пунктом для жертв из других бывших советских республик на пути в Турцию. Недавние отчёты указывают на повышенную уязвимость к сексуальной эксплуатации среди женщин из Юго-Восточной Азии, работающих в массажных салонах.
Число официально зарегистрированных случаев торговли людьми значительно колебалось с середины 2000-х годов. После пика в 33 зарегистрированных случая в 2006 году и 29 в 2007 году, цифры в целом имели тенденцию к снижению. В 2023 году было зарегистрировано 15 случаев, из которых 8 были выявлены правоохранительными органами. Тенденция к снижению продолжилась в 2024 году, когда было зарегистрировано 13 случаев (5 выявлено), и 2 случая были зарегистрированы в первом квартале 2025 года. В 2023 году 15 лицам было официально предъявлено обвинение в торговле людьми.
Усилия правительства по борьбе с торговлей людьми получили положительную международную оценку. Ежегодный Доклад о торговле людьми Государственного департамента США последовательно относит Грузию к Уровню 1, самому высокому рейтингу, что указывает на то, что правительство полностью соответствует минимальным стандартам по искоренению торговли людьми. Государственные меры включают работу Государственный фонд защиты и помощи (установленным законом) жертвам торговли людьми и специализированных приютов, которые предоставляют медицинскую, психологическую и юридическую помощь. Уголовный кодекс Грузии предусматривает суровые наказания за торговлю людьми, причём осуждение за торговлю детьми карается лишением свободы на срок от восьми до двенадцати лет.
Однако проблемы в правоприменении и судебном преследовании сохраняются. В отчёте Народного защитника Грузии за 2021 год о сексуальном насилии над детьми отмечалось, что в 2018–2019 годах не было найдено ни одного судебного решения, расследования или судебного преследования по делам о торговле детьми по статьям 253–254 Уголовного кодекса. Кроме того, Международная организация по миграции отметила нехватку инспекторов труда, специализирующихся на делах о торговле людьми, что является особой проблемой для борьбы с принудительным трудом.

## Комментарии
1. ↑  С мая 2005 года были внесены поправки в Уголовно-процессуальный кодекс, предусматривающие упразднение органов дознания и начало предварительного следствия непосредственно с момента совершения преступления. В связи с этим и другими причинами количество зарегистрированных преступлений увеличилось[4].
2. ↑  Снижение общего уровня преступности в 2020 году было в значительной степени обусловлено существенным сокращением имущественных преступлений (-3149 случаев) и правонарушений, связанных с наркотиками (-2963 случая), что связывалось с локдаунами и комендантским часом[28].
3. ↑  С мая 2005 года были внесены поправки в Уголовно-процессуальный кодекс, которые упразднили органы дознания и потребовали, чтобы предварительное следствие начиналось немедленно после совершения преступления. Это, среди прочих причин, привело к увеличению числа зарегистрированных преступлений[4].
4. ↑  Отчёт Государственного департамента США о практиках в области прав человека за 2023 год ссылается на этот отчёт Transparency International Georgia от ноября 2022 года.